# Майкл Чернус
Майкл Чернус (англ. Michael Chernus; нар. 8 серпня 1977, Рокі Рівер, Огайо, США) — американський актор.

## Життєпис
Народився в Рокі Рівер, Огайо, США. 1995 року закінчив місцеву школу, в якій з 8 класу відвідува гурток драматичного мистецтва. Театральному мистецтву навчався в Мистецькому центрі Бек (англ. the Beck Center), а потім вступив до Джульярдської школи.

## Кар'єра
Почав займатися акторською справою ще в шкільні роки. 2005 року вперше з'явився на великому екрані. Тривалий час знімався у серіалах: «Помаранчевий — хіт сезону», «Манхеттен». Серед фільмів, в яких виконував ролі, — «Посланець», «Кохання та інші ліки», «Люди в чорному 3», «Спадок Борна», «Людина-павук: Повернення додому».

## Фільмографія

### Фільми
| Рік  | Назва                               | Оригінальна назва               | Роль                                                       | Примітки        |
| ---- | ----------------------------------- | ------------------------------- | ---------------------------------------------------------- | --------------- |
| 2005 | «Переживаючи зиму»                  | Winter Passing                  | Бен                                                        |                 |
| 2007 | «Приємна несподіванка»              | Lovely by Surprise              | Гамкін                                                     |                 |
| 2008 |                                     | High Street Plumbing            | Кірбі                                                      | короткометражка |
| 2009 | «Посланець»                         | The Messenger                   | Алан                                                       |                 |
| 2009 | «Нянька за викликом»                | The Rebound                     | актор                                                      |                 |
| 2009 | «Погодуй рибку»                     | Feed the Fish                   | ДжіПі                                                      |                 |
| 2010 |                                     | Nonames                         | Денні                                                      |                 |
| 2010 | «Тренер»                            | Coach                           | Майкл                                                      |                 |
| 2010 | «Кохання та інші ліки»              | Love & Other Drugs              | Джеррі                                                     |                 |
| 2011 |                                     | Split                           | Кріс                                                       | короткометражка |
| 2011 | «Вище землі»                        | Higher Ground                   | Нед                                                        |                 |
| 2012 | «Джек і Дайан»                      | Jack & Diane                    | Джеймі                                                     |                 |
| 2012 | «Люди в чорному 3»                  | Men in Black 3                  | Джефрі Прайс                                               |                 |
| 2012 | «Спадок Борна»                      | The Bourne Legacy               | Артур                                                      |                 |
| 2013 | «Він набагато популярніший за тебе» | He's Way More Famous Than You   | грає себе                                                  |                 |
| 2013 |                                     | The Mouseketeer                 |                                                            | короткометражка |
| 2013 |                                     | Mutual Friends                  | Чернус                                                     |                 |
| 2013 | «Капітан Філліпс»                   | Captain Phillips                | Шейн Мерфі                                                 |                 |
| 2014 | «Попрощайся з усим цим»             | Goodbye to All That             | Фредді                                                     |                 |
| 2014 | «Алекс із Венеції»                  | Alex of Venice                  | Трофімов                                                   |                 |
| 2014 | «Скляна щелепа»                     | Glass Chin                      | Брайан Колбі                                               |                 |
| 2014 | «Пані Америка»                      | Mistress America                | Ділан                                                      |                 |
| 2014 |                                     | The Rub                         | Генрі                                                      | короткометражка |
| 2015 | «Люди, місця, речі»                 | People Places Things            | Гарі                                                       |                 |
| 2015 | «Алоха»                             | Aloha                           | Рой                                                        |                 |
| 2015 | «Сімейка Фенг»                      | The Family Fang                 | Кенні                                                      |                 |
| 2016 | «Та, що біжить від реальності»      | Complete Unknown                | Клайд                                                      |                 |
| 2017 | «Найненависніша жінка в Америці»    | The Most Hated Woman in America | Джон                                                       |                 |
| 2017 | «Людина-павук: Повернення додому»   | Spider-Man: Homecoming          | Фінес Мейсон/ Ремісник                                     |                 |
| 2017 | Вечеря                              | The Dinner                      | Ділан                                                      |                 |
| 2018 | «Неоплачувана відпустка»            | Furlough                        | водій                                                      |                 |
| 2025 | «Кельн 75»                          | Köln 75                         | Майкл «Мік» Воттса, американський журналіст «Melody Maker» |                 |

### Серіали
| Рік       | Назва                                 | Оригінальна назва                 | Роль                        | Примітки    |
| --------- | ------------------------------------- | --------------------------------- | --------------------------- | ----------- |
| 2009      | «Смертельно нудьгуючий»               | Bored to Death                    | Френсіс                     | 1 епізод    |
| 2009–2010 | «Милосердя»                           | Mercy                             | Раян                        | 9 епізодів  |
| 2011      | «Сутичка»                             | Damages                           | власник бару                | 2 епізоди   |
| 2011      | «Закон і порядок: Спеціальний корпус» | Law & Order: Special Victims Unit | Джей                        | 1 епізод    |
| 2012      | «Невиліковне Це»                      | The Big C                         | Рік                         | 4 епізоди   |
| 2012      | «Нова норма»                          | The New Normal                    | Пол                         | 1 епізод    |
| 2013      | «Медсестра Джекі»                     | Nurse Jackie                      | Луї                         | 1 епізод    |
| 2013–2016 | «Помаранчевий — хіт сезону»           | Orange Is the New Black           | Кол Чепмен                  | 13 епізодів |
| 2013      | «Пацієнт завжди правий»               | Royal Pains                       | Пет                         | 1 епізод    |
| 2013      | «Нашвілл»                             | Nashville                         | Гові                        | 1 епізод    |
| 2014      | «Елементарно»                         | Elementary                        | Едвін                       | 1 епізод    |
| 2014–2015 | «Манхеттен»                           | Manhattan                         | Доктор Луіс «Фріц» Федовітц | 23 епізоди  |
| 2015      | «Закон і порядок: Спеціальний корпус» | Law & Order: Special Victims Unit | Томмі Салліван              | 1 епізод    |
| 2015      | «Патріот»                             | Patriot                           | Едвард                      | 8 епізодів  |
| 2015      | «Гарна дружина»                       | The Good Wife                     | Спенсер                     | 1 епізод    |
| 2016      |                                       | Easy                              | Кайл                        | 2 епізоди   |
| 2019      | ТОВ «Вічна благодать»                 | Perpetual Grace, LTD              | Еверлі Пірдо                |             |